# Virus de la jaunisse nanisante de l'orge
Espèce
Le virus de la jaunisse nanisante de l'orge (BYDV, Barley yellow dwarf virus) est un phytovirus du genre Luteovirus qui est l'un des agents responsables de la jaunisse nanisante de l'orge. Ce virus infecte principalement les cultures d'orge, mais aussi d'autres céréales, notamment le blé et l'avoine, ainsi que d'autres graminées.
La particule virale forme un virion sphérique non enveloppé, d'un diamètre d'environ 25-30 nm, de symétrie icosahédrique, composé de 180 protéines CP.
On ne connaît plusieurs souches : RMV, RPV, MAV, PAV, cette dernière étant la plus virulente.